# Alepo
Alepo (em árabe: حلب; romaniz.: ˈħalab; em turco: Halep) é uma cidade no norte da Síria, sendo a segunda maior cidade do país, capital da província homônima. A província se estende em torno da cidade, cobrindo uma área de 18 482 quilômetros quadrados, e abrangendo uma população de mais de 4,6 milhões habitantes (estimativa de 2010), o que faz dele a maior província da Síria em termos de população. Alepo é uma das cidades mais antigas do mundo, tendo sido habitada desde 5 000 a.C., o que é evidenciado pelos edifícios residenciais descobertos em Tell Qaramel. Ocupa uma posição comercial estratégica entre o mar Mediterrâneo e o rio Eufrates, e foi construída inicialmente sobre um pequeno grupo de morros que cerca um monte onde o castelo da cidade foi construído. O pequeno rio Queique (قويق) cruza a cidade.
Por séculos Alepo foi a maior cidade da Grande Síria, e a terceira do Império Otomano, depois apenas de Constantinopla e Cairo. Embora esteja relativamente perto de Damasco em termos de distância, Alepo é diferente em sua identidade, arquitetura e cultura, todas marcadas por um contexto histórico-geográfico distinto.
A importância da cidade na história consistiu de sua localização, no fim da Rota da Seda asiática que cruzava a Ásia Central e a Mesopotâmia. Quando o canal de Suez foi inaugurado em 1869, o comércio passou a ser realizado pelo mar e Alepo começou seu declínio gradual. Com a queda do Império Otomano, após a Primeira Guerra Mundial, Alepo perdeu a área rural ao norte da cidade para a atual Turquia, bem como a importante linha férrea que a ligava a Moçul. Na década de 1940 perdeu seu principal acesso ao mar, Antioquia e Alexandreta (Isquenderum), também para a Turquia. Finalmente, o isolamento da Síria nas últimas décadas contribuiu para exacerbar a situação. Paradoxalmente, este declínio pode ter ajudado a preservar a antiga cidade de Alepo, sua arquitetura medieval e seu patrimônio tradicional. Alepo tem passado por um renascimento e vem voltando lentamente a uma posição de destaque, tendo conquistado recentemente o título de "Capital Islâmica da Cultura" em 2006 e testemunhado uma onda de restaurações bem-sucedidas de seus monumentos.
Entre 2012 e 2016, Alepo foi palco de intensas batalhas, que deixou boa parte da cidade em ruínas e causou milhares de mortos.

## Etimologia

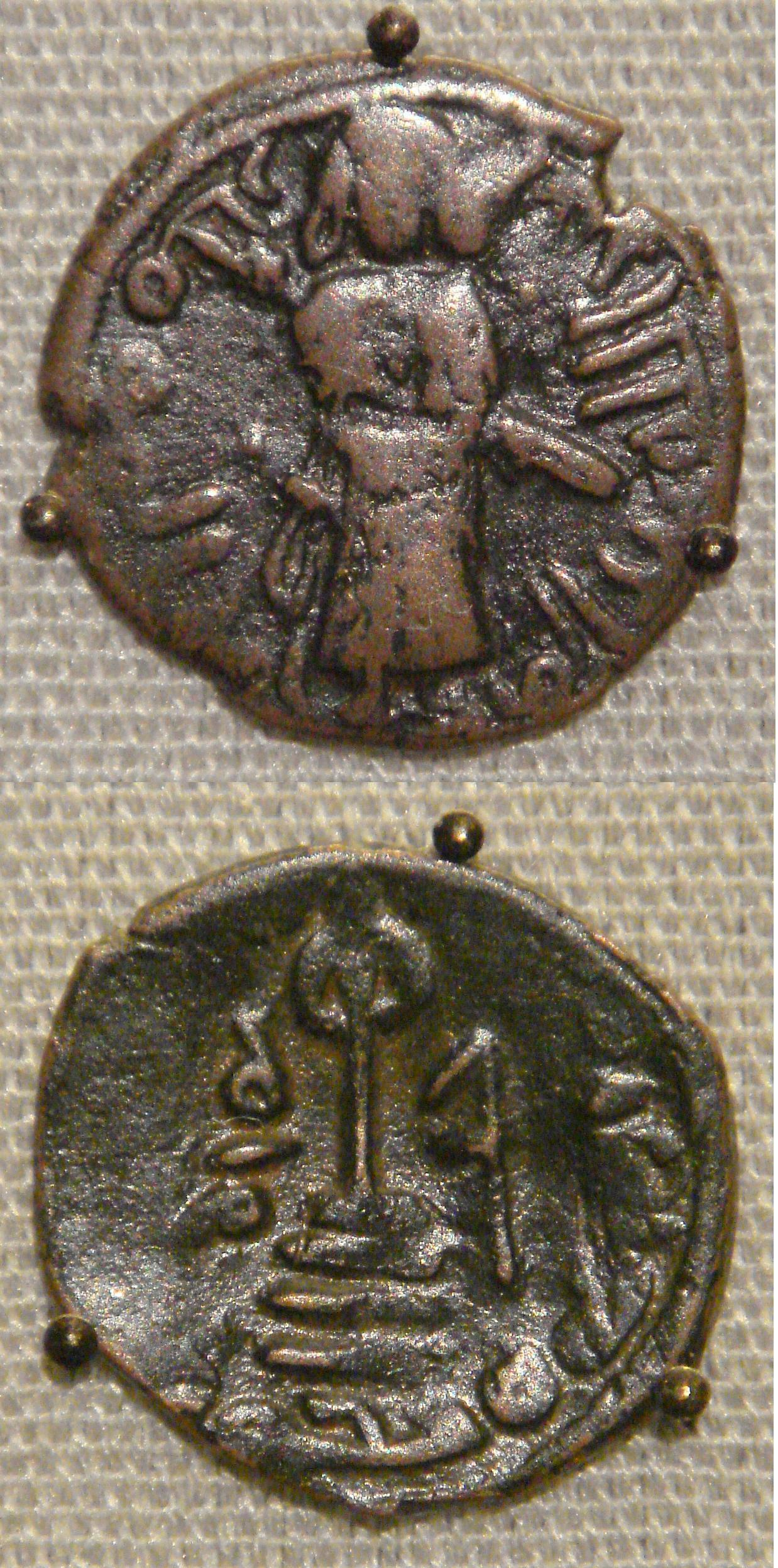
Moeda do Califado Omíada, baseado em protótipo sassânida, falus de cobre, encontrado em Alepo, datado de cerca de 695

Alepo foi conhecida na Antiguidade como Khalpe, Khalibon, e, para os antigos gregos, como Beroea. Durante as Cruzadas, e novamente durante o mandato francês, o nome Alep foi utilizado: "Aleppo" seria a versão italianizada do nome. O antigo nome, Halab, no entanto, tem origem obscura. Já se foi proposto que significaria "ferro" ou "cobre" na língua amorita, já que a região foi uma importante fonte destes metais em tempos antigos. Halaba significa "branco" em aramaico, e poderia referir-se à cor do solo e do mármore abundante no local. Outra etimologia proposta é a de que o nome Halab significa "dar leite", e viria da antiga tradição na qual Abraão teria dado leite aos viajantes que passavam pela região. A cor de suas vacas era acinzentada (em árabe shaheb), e portanto a cidade também é chamada de "Halab ash-Shahba'" ("ele tirou leite da acinzentada").

## História
O fato da cidade moderna ocupar o local da antiga fez com que Alepo tenha permanecido praticamente intocada pelos arqueólogos até os dias de hoje. O sítio foi ocupado desde por volta do ano 5 000 a.C., como mostram escavações em Tallet Alsauda, e cresceu como capital do reino de Iamade até que a dinastia amorita no poder fosse derrubada, por volta de 1 600 a.C.. A cidade permaneceu então sob controle hitita até por volta de 800 a.C., quando passou para as mãos dos assírios e, em seguida, para o Império Aquemênida. Alexandre, o Grande conquistou a cidade em 333 a.C., quando Seleuco Nicátor mudou o seu nome para Beroia, em homenagem à cidade homônima na Macedônia. Alepo permaneceu sob controle grego por 300 anos antes de passar a ser governada pelo pelos romanos, quando estes conquistaram a Síria em 64 a.C.
A cidade permaneceu parte do Império Romano Oriental antes de ser conquistada pelos árabes, liderados por Calide ibne Ualide, em 637. Em 944 tornou-se o centro de um emirado (o Emirado de Alepo) independente, sob a liderança do príncipe hamadânida Ceife Adaulá, e viveu um período de grande prosperidade, e foi o lar do grande poeta Almotanabi e do filósofo e polímata Alfarábi. Em 962 foi saqueada por um Império Bizantino que ressurgia; forças bizantinas a ocuparam brevemente, de 974 a 987. A cidade e o emirado tornaram-se vassalos imperiais de 969 até as Guerras Bizantino-Seljúcidas. Foi sitiada duas vezes pelos cruzados - em 1098 e em 1124 - porém nunca chegou a ser conquistada.
Em 11 de outubro de 1138 um terremoto catastrófico devastou a cidade e a área ao seu redor. Embora as estimativas da época sejam pouco confiáveis, acredita-se que cerca de 230 000 pessoas tenham morrido, fazendo dele o quinto terremoto mais grave, em termos de números de vítimas, que se tem registro.
A cidade passou para o controle de Saladino e, posteriormente, da dinastia Aiúbida, a partir de 1183.
Em 24 de janeiro de 1260 a cidade foi conquistada pelos mongóis, comandados por Hulagu, e aliados a seus vassalos, os cavaleiros francos do príncipe de Antioquia, Boemundo IV e seu sogro, o soberano armênio Hetum I. A cidade foi defendida com bravura por Turã Xá, porém suas muralhas cederam após seis dias de bombardeio intenso, e a cidadela foi conquistada quatro semanas mais tarde. A população islâmica foi massacrada, enquanto os cristãos foram poupados. Turã Xá recebeu um tratamento respeitoso pouco comum da parte dos mongóis, e pôde continuar a viver na cidade devido à sua idade e coragem durante o combate. Alepo retornou então às mãos do antigo Emir de Homs, Axerafe Muça, e um forte mongol foi erguido na cidade. Alguns dos espólios da conquista foram dados a Hetum I, por seu auxílio no ataque; o exército mongol, no entanto, prosseguiu para Damasco, que se rendeu e foi invadida em 1 de março do mesmo ano.
Em setembro, os mamelucos egípcios negociaram um tratado com os francos de Acre, permitindo que passassem por território cruzado sem serem molestados, e enfrentaram os mongóis na Batalha de Aim Jalute. Os mamelucos conquistaram uma vitória decisiva, matando o general mongol Quedebuga, um cristão nestoriano, e cinco dias mais tarde tinham reconquistado Damasco. Alepo foi recuperada pelos muçulmanos em pouco menos de um mês, e um governador mameluco passou a administrar a cidade. Hulagu enviou tropas para tentar recuperá-la em dezembro do mesmo ano; estas tropas chegaram a massacrar um grande número da população islâmica local, em retaliação à morte de Quedebuga, porém como não haviam feito grandes progressos depois de duas semanas acabaram por recuar.
Quando o governador mameluco insubordinou-se à autoridade central mameluca, no Cairo, no outono de 1261, o líder mameluco Baibars despachou tropas para reconquistar a cidade. Em outubro de 1271 os mongóis reconquistaram a cidade, após atacá-la com 10 000 cavaleiros da Anatólia, derrotando as tropas turcomanas que a defendiam. Os ocupantes dos fortes mamelucos fugiram para Hama, até que Baibars novamente veio para o norte com seu exército principal, e os mongóis recuaram mais uma vez.

### Guerra Civil

Destruição nos subúrbios de Alepo.

No começo de 2011, a Síria foi tomada por uma onda de protestos e violência que visava derrubar o ditador Bashar al-Assad do poder. Como resultado, o país foi engolido em uma brutal guerra civil, que deixou milhares de mortos. Não demorou muito e os combates entre a oposição síria, grupos jihadistas e o governo sírio eclodiram em Alepo, a mais importante cidade do país. Inicialmente, em meados de 2012, os rebeldes foram bem sucedidos em tomar várias porções de Alepo, especialmente no leste, mas o regime Assad contra-atacou. O que se seguiu foram quase quatro anos de uma guerra de atrito pelo controle da cidade mais importante, comercialmente falando, da Síria. Nenhum lado parecia capaz de dar um golpe decisivo no outro, enquanto milhares de civis deixavam suas casas. A situação humanitária na região foi descrita como "catastrófica". Contudo, no começo de 2016, as tropas do exército sírio leais aos Assad começaram a ganhar terreno, principalmente devido ao grande apoio (econômico e militar) vindo da Rússia. Em junho, as forças do regime e seus aliados lançaram uma grande ofensiva e em dezembro de 2016 já haviam retomado praticamente toda a cidade de Alepo. A região ficou em ruínas, com mais de 100 mil pessoas morrendo, mas a vitória do governo sírio foi descrito como "decisiva" naquela fase do conflito. Atualmente, Alepo é uma sombra da vibrante cidade comercial que outrora foi, com sua população pré-guerra sendo reduzida a bem menos da metade e seus principais centros urbanos estraçalhados por anos de violentos combates.
Oito anos após o fim dos combates na cidade, os rebeldes retornaram a Alepo e em questão de horas tomaram várias partes da região. Em 29 de novembro de 2024, grupos da Oposição síria, liderados pelo Hayat Tahrir al-Sham, afirmaram que haviam assumido o controle completo da cidade, com as forças pró-governo Assad debandando em massa.